# Kungul
Kungul (en rus: Кунгул) és un poble del krai de Krasnoiarsk, a Rússia, segons el cens del 2010 tenia 78 habitants. Pertany al districte municipal d'Àban.